# Sterrhoptilus affinis
Sterrhoptilus affinis (баблер калабарсонський) — вид горобцеподібних птахів родини окулярникових (Zosteropidae). Ендемік Філіппін. Раніше вважався підвидом чорноголового баблера, однак був визнаний окремим видом.

## Опис
Довжина птаха становить 13-14 см. Верхня частина тіла оливково-сіра, крила і хвіст темні, крайні стернові пера білі. Нижня частина тіла білувата, горло рудувате, тім'я чорнувате. Дзьоб тонкий, чорний.

## Поширення і екологія
Калабарсонські баблери є ендеміками острова Лусон. Вони живуть у вологих рівнинних тропічних лісах та на узліссях.